# Olivola
Olivola (piemontesisch Aulìvola) ist eine Gemeinde in der italienischen Provinz Alessandria (AL), Region Piemont.

## Lage und Einwohner
Die Gemeinde Olivola liegt rund 30 km nordwestlich von der Provinzhauptstadt Alessandria entfernt auf der Spitze eines Hügels, wo die Ruine einer Burg ist. Das Gemeindegebiet umfasst eine Fläche von 2,68 km² und hat   109 (Stand 31. Dezember 2023) Einwohner.
Die Nachbargemeinden sind Casorzo, Frassinello Monferrato, Ottiglio und Vignale Monferrato.

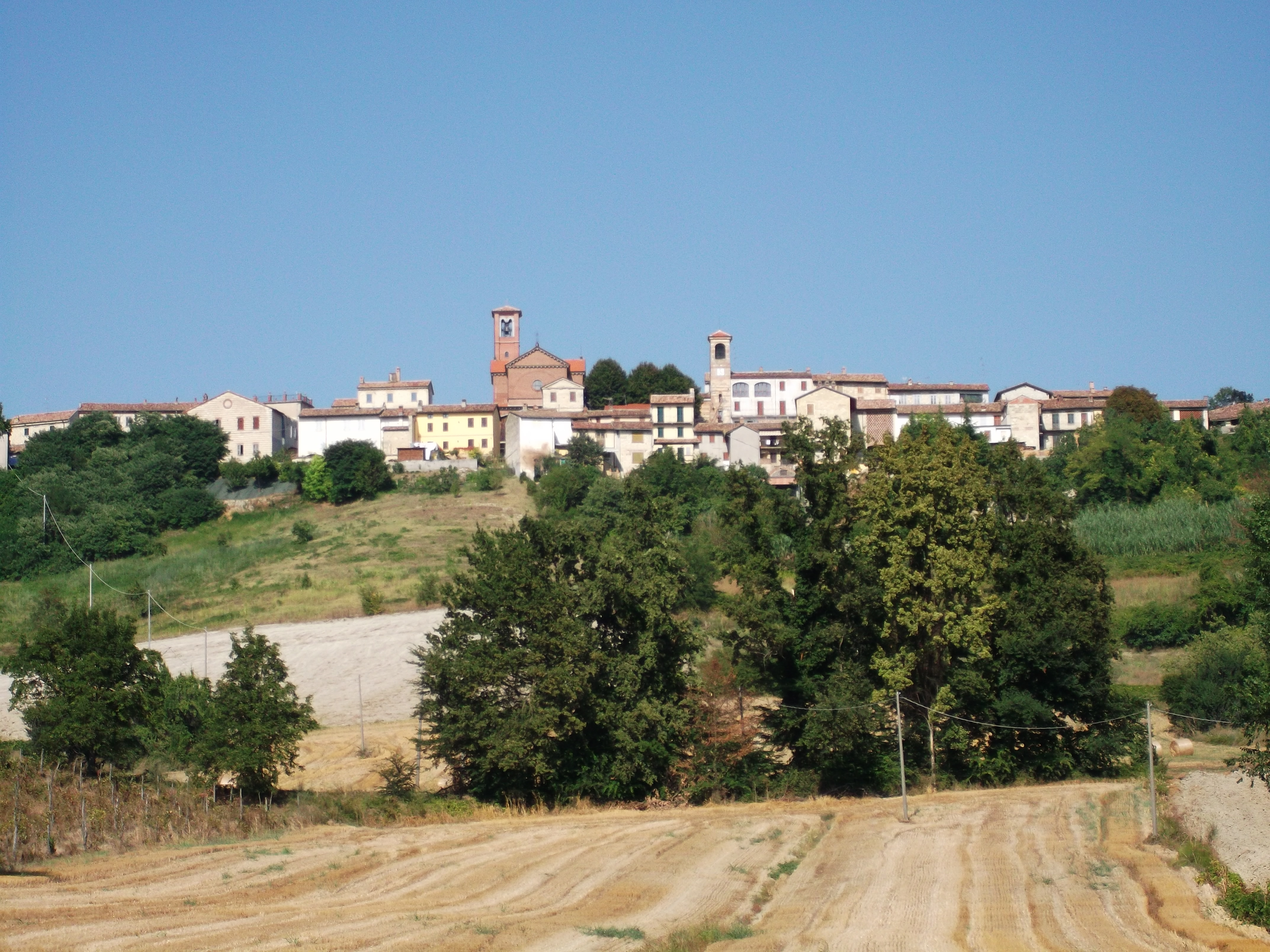
Panorama von Olivola

## Geschichte

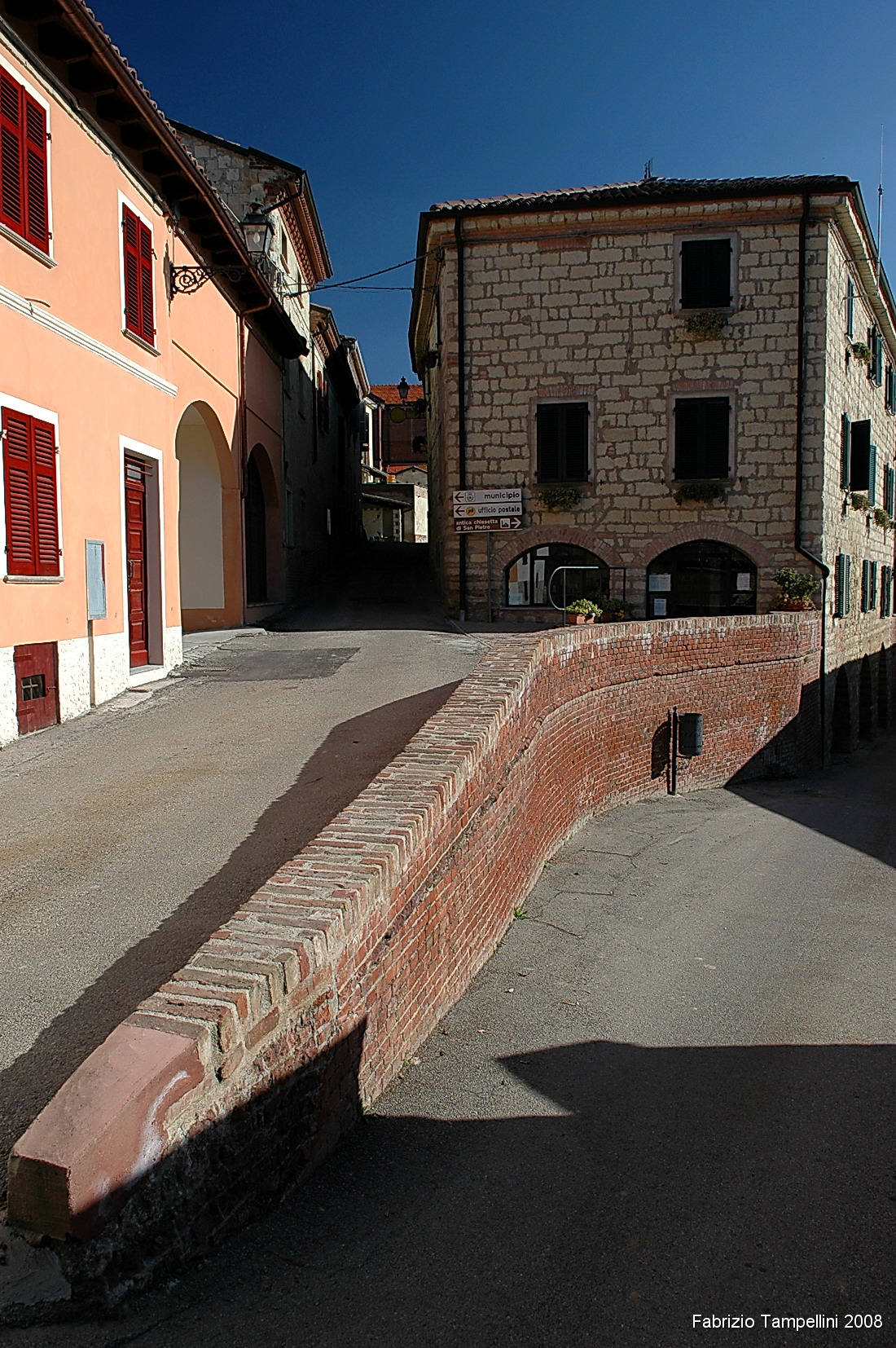
Im Dorf

Der Ortsname ist seit 1300 durch die einzige Form von „Olivola“ belegt, die von „oliva“ abgeleitet ist, das auch als Anthroponym bekannt ist. An den Ableitungseintrag wird das Suffix -ULA angehängt, meist mit einer Verkleinerungsform, die in der Toponymie aber auch eine Sammelfunktion haben kann. In diesem Sinne weist der Name auf „mit Olivenbäumen bepflanztes Land“ hin.
Die Siedlung wurde im Mittelalter erbaut und gehörte den Markgrafen von Monferrato, die es als Lehen an verschiedene lokale Familien übergaben, darunter die Celloria und die Ferraris. Anschließend wurde es zur Grafschaft der Herren der Candiani und einige Jahre später der Curioni-Guazzi, die den Grafentitel annahmen. 
In der Neuzeit, genau in der Zeit des Faschismus, verlor es seine Autonomie, als es der Gemeinde Frassinello Monferrato eingegliedert wurde, von der es sich erst 1950 endgültig wieder löste.

## Sehenswürdigkeiten
- Der Glockenturm im romanischen Stil Kirche San Pietro, ein heute verlassenes Gebäude.
- Die ebenfalls San Pietro geweihte Pfarrkirche, die 1895 erbaut und erst 1938 für den Gottesdienst geöffnet wurde.
- Die kleine Kirche Santa Maria delle Grazie, die von den Einwohnern von Frassinella, die der schrecklichen Pest von 1630 entkommen konnten, als Dank erbaut wurde dafür, dass sie die schreckliche Krankheit überstanden hatten.
- Die Ruinen einer Burg, die lange Zeit der Familie Malaspina gehörte. Beim Erdbeben von 1920 stürzte das imposante Bauwerk mit den vier massiven Ecktürmen ein.[3]

## Kulinarische Spezialitäten
Bei Olivola werden Reben der Sorte Barbera für den Barbera d’Asti, einen Rotwein mit DOCG Status, sowie den Barbera del Monferrato angebaut.